# 麽教

壮族宗教文化的象征之一。这是布洛陀的形象，壮族神话中的创世大神和男始祖

麽教是壯族的一種民間宗教，信眾主要位於右江、紅水河中上游和左江流域。布洛陀是該宗教的主神，此外还有姆六甲、雷王、图额、虎神、掌稳卧、歪稳多、介拜德、额拜讷、娅婆、灶王和土地神等辅神。麽教的神職人員稱為麽公，可以娶妻生子，不用特地出家。
与壮族同源的布依族也普遍信仰布洛陀，布依族学者写作摩教。